# Haus Lesmona

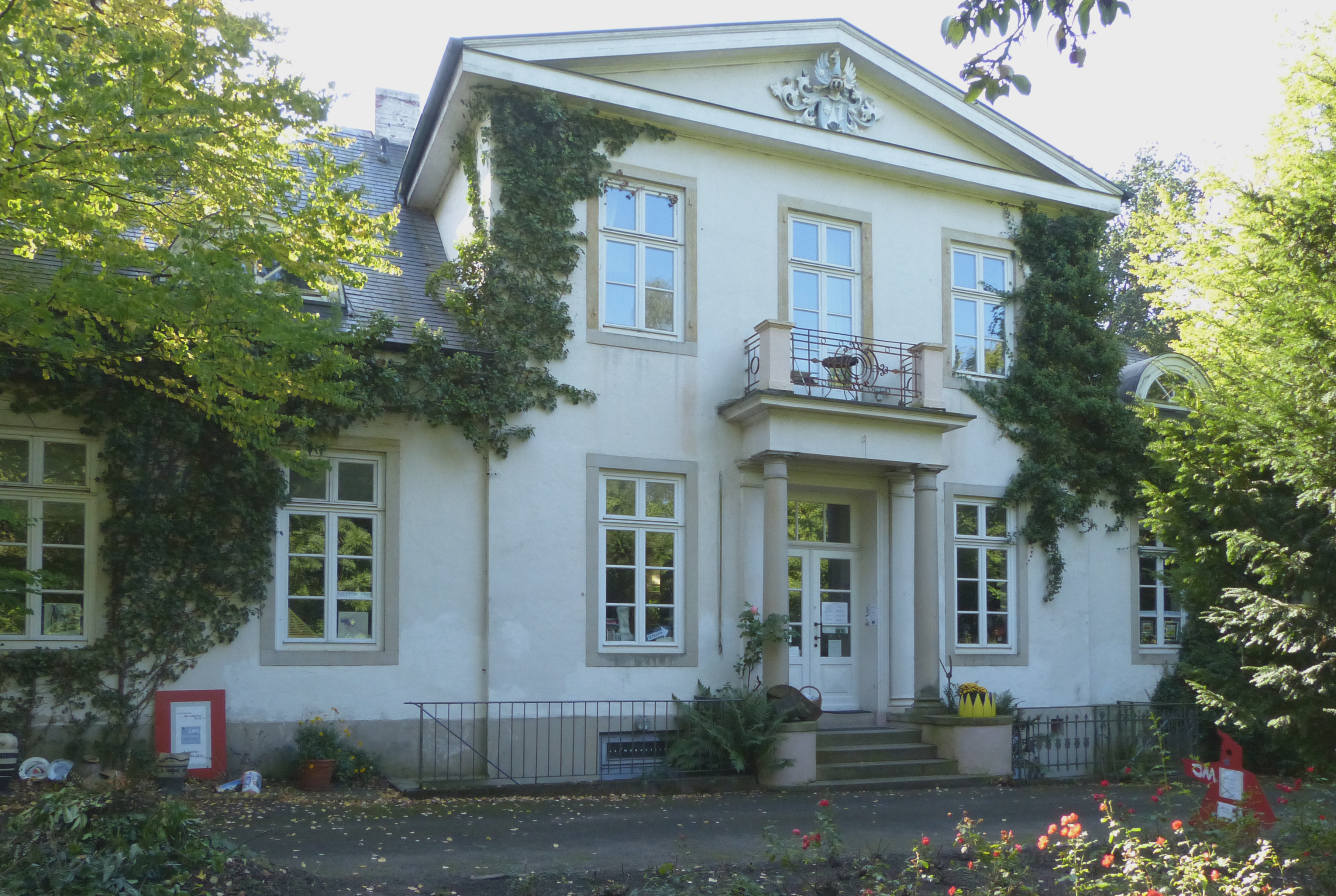
Nordseite

Das Haus Lesmona ist ein villenartiges Gebäude in Bremen-St. Magnus. Es liegt auf dem hohen Ufer der Lesum in der südwestlichen Ecke des heutigen Knoops Park und wird derzeit als Wohnhaus und Galerie genutzt. Der Name bezieht sich auf die latinisierte Bezeichnung für den Fluss Lesum, nämlich Lesmona.

Haus Lesmona steht seit 1973 als Einzeldenkmal unter Denkmalschutz und gehört seit 2010 zur Denkmalgruppe Knoops Park.

## Geschichte

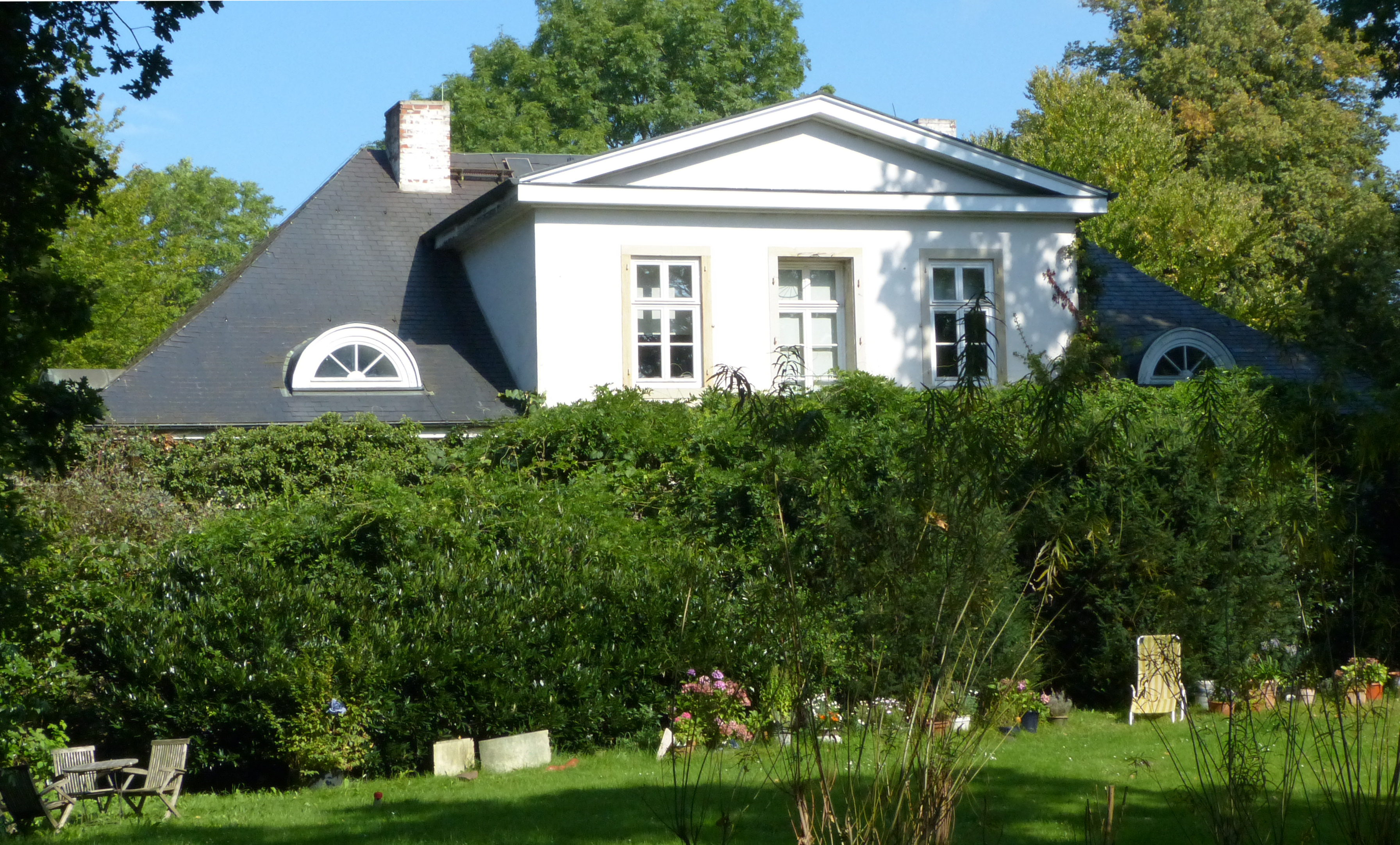
Südseite

1814 bauten die Kaufleute Anton und Heinrich Walte auf einem großen Grundstück im klassizistischen Stil ein Landhaus, das Heinrichsburg genannt wurde. 1882 erwarb die Familie Melchers, Eigentümer von C. Melchers & Co, die Villa. In einem zweiten Gebäude wurde das Personal und die Gäste untergebracht. 
Die Sommermonate 1893 bis 1896 verbrachte unter anderem auch die Schriftstellerin Magda Melchers in der Villa, seit 1896 Frau des Kunsthallendirektors Gustav Pauli. Sie war die Nichte des seinerzeitigen Eigentümers Hermann Melchers und führte in dieser Zeit mit einer Freundin einen Briefwechsel über ihre  unerfüllte Liebe, der in Form eines Briefromans 1951 unter dem Pseudonym Marga Berck mit dem Titel Sommer in Lesmona im Christian Wegner Verlag mit großem Erfolg erschien. Dieses Buch wurde 1985 unter der Regie von Peter Beauvais mit Katja Riemann in der Hauptrolle von Radio Bremen verfilmt; Park und Villa waren Schauplatz der Haupthandlungen. 2001 wurde das Magdalene-Melchers-Denkmal als Bronzebüste unterhalb der Villa aufgestellt. 
1922 wurde das Anwesen an einen Tabakkaufmann verkauft. 1939 erwarb die Stadt Bremen Haus Lesmona und richtete die Isolierstation für ein Krankenhaus ein. Nach 1945 lebten in den Gebäuden zunächst Kriegsheimkehrer. 
1975 übernahm die Gartenbauabteilung des Bauamts Bremen-Nord das Gebäude, das 1980 durch Brandstiftung zerstört wurde. Erhalten blieben die Außenmauern.
Die Villa wurde nach 1980 durch das Künstlerehepaar Birgit und Jürgen Waller wieder aufgebaut und dient heute auch als Galerie. Waller organisierte 1990, 1995 und 2004 größere Ausstellungen in Haus Lesmona. 
Haus Lesmona benachbart ist das bis 1894 errichtete Haus Schotteck, benannt nach seinem ersten Nutzer, dem Bankier Georg Wolde, seines Geizes wegen „Schotte Wolde“ genannt. 1949 wurde Haus Lesmona für die Tuberkulose-Heilanstalt Haus Schotteck mit genutzt.

Zum Landgut Lesmona gehörte auch das Hofmeierhaus Lesmona von 1905.